# Cosmophasis
Genre
Synonymes
- Sobara Keyserling, 1882 nec Loew, 1855
- Selaophora Keyserling, 1882
- Vellutus Simon, 1899

Cosmophasis est un genre d'araignées aranéomorphes de la famille des Salticidae.

## Distribution
Les espèces de ce genre se rencontrent en Océanie, en Afrique et en Asie.

## Liste des espèces
Selon World Spider Catalog (version 25.5, 15/09/2024) :
- Cosmophasis albipes Berland & Millot, 1941
- Cosmophasis albomaculata Schenkel, 1944
- Cosmophasis ambonensis Hurni-Cranston & Hill, 2021
- Cosmophasis arborea Berry, Beatty & Prószyński, 1997
- Cosmophasis baehrae Żabka & Waldock, 2012
- Cosmophasis bandaneira Hurni-Cranston & Hill, 2021
- Cosmophasis banika Żabka & Waldock, 2012
- Cosmophasis bitaeniata (Keyserling, 1882)
- Cosmophasis chlorophthalma (Simon, 1898)
- Cosmophasis colemani Żabka & Waldock, 2012
- Cosmophasis courti Żabka & Waldock, 2012
- Cosmophasis cypria (Thorell, 1890)
- Cosmophasis darwini Żabka & Waldock, 2012
- Cosmophasis depilata Caporiacco, 1940
- Cosmophasis estrellaensis Barrion & Litsinger, 1995
- Cosmophasis fazanica Caporiacco, 1936
- Cosmophasis gemmans (Thorell, 1890)
- Cosmophasis harveyi Żabka & Waldock, 2012
- Cosmophasis hortoni Żabka & Waldock, 2012
- Cosmophasis humphreysi Żabka & Waldock, 2012
- Cosmophasis kairiru Żabka & Waldock, 2012
- Cosmophasis kohi Żabka & Waldock, 2012
- Cosmophasis lami Berry, Beatty & Prószyński, 1997
- Cosmophasis laticlavia (Thorell, 1892)
- Cosmophasis lucidiventris Simon, 1909
- Cosmophasis lungga Żabka & Waldock, 2012
- Cosmophasis maculiventris Strand, 1911
- Cosmophasis masarangi Merian, 1911
- Cosmophasis micans (L. Koch, 1880)
- Cosmophasis micarioides (L. Koch, 1880)
- Cosmophasis miniaceomicans (Simon, 1888)
- Cosmophasis modesta (L. Koch, 1880)
- Cosmophasis monacha (Thorell, 1881)
- Cosmophasis motmot Żabka & Waldock, 2012
- Cosmophasis obscura (Keyserling, 1882)
- Cosmophasis olorina (Simon, 1901)
- Cosmophasis ombria (Thorell, 1877)
- Cosmophasis orsimoides Strand, 1911
- Cosmophasis panjangensis Żabka & Waldock, 2012
- Cosmophasis parangpilota Barrion & Litsinger, 1995
- Cosmophasis psittacina (Thorell, 1887)
- Cosmophasis pulchella Caporiacco, 1947
- Cosmophasis quadricincta (Simon, 1886)
- Cosmophasis rakata Żabka & Waldock, 2012
- Cosmophasis risbeci Berland, 1938
- Cosmophasis sertungensis Żabka & Waldock, 2012
- Cosmophasis squamata Kulczyński, 1910
- Cosmophasis strandi Caporiacco, 1947
- Cosmophasis tavurvur Żabka & Waldock, 2012
- Cosmophasis thalassina (C. L. Koch, 1846)
- Cosmophasis tricincta Simon, 1909
- Cosmophasis trioipina Barrion & Litsinger, 1995
- Cosmophasis tristriata (L. Koch, 1880)
- Cosmophasis trobriand Żabka & Waldock, 2012
- Cosmophasis valerieae Prószyński & Deeleman-Reinhold, 2010
- Cosmophasis viridifasciata (Doleschall, 1859)
- Cosmophasis waeri Hurni-Cranston & Hill, 2021
- Cosmophasis weyersi (Simon, 1899)

## Systématique et taxinomie
Sobara Keyserling, 1882, préoccupé par Sobara Loew, 1855, a été remplacé par Cosmophasis par Simon en 1901.
Selaophora et Vellutus ont été placés en synonymie par Simon en 1901.

## Publication originale
- Simon, 1901 : Histoire naturelle des araignées. Paris, vol. 2, p. 381-668 (intégral).